# Brian d'Arcy James
Brian d'Arcy James (* 29. června 1968, Saginaw, Michigan, Spojené státy americké) je americký herec a zpěvák.

## Osobní život
Narodil se v Saginawu v Michiganu prodavačce dětských knih Mary (rozené Kelly) a právníkovi Thomase F. Jamesovi. Jeho dědeček z matčiny strany byl Harry F. Kelly, bývalý michiganský guvernér. Jeho strýcem byl herec Brian Kelly, který se objevil v seriálu Flipper a byl producentem filmu Blade Runner. Má dvě sestry: Kate James, herečku a spisovatelku, která vystupuje s chicagskou komediální skupinou Schadenfreude a Annu James Noonan, také herečku. Má také bratra Andrewa Jamese.

## Kariéra
Absolvoval Northwestern University's School of Communication. V roce 2002 získal nominaci na cenu Tony v kategorii nejlepší herec v muzikálu za své ztvárnění role Sidneyho Falca v muzikálu Sweet Smell of Success, kde s ním společně hrál John Lithgow. Také získal cenu Obie Award za svůj výkon v one-man hře The Good Thief od Conora McPhersona.
Mezi další broadwayské hry, ve kterých se objevil, patří muzikály Titanic, Carousel a Pokrevní bratři (Blood Brothers). Mezi jeho mimo broadwayské představení se řadí The Wild Party v roce 2000, po boku Julie Murney a Idiny Menzel, za které získal nominaci na cenu Drama Desk Award, stejně jako za hru Pardon My English. Na Broadwayi se objevil v The Lieutenant of Inishmore on Broadway, nahradil Norberta Leo Butze v Dirty Rotten Scoundrels a po boku Kristin Chenoweth si zahrál ve hře The Apple Tree. V roce 2004 vydal vánoční album nazvané From Christmas Eve to Christmas Morn. V muzikálu White Christmas hrál v roce 2004 roli Boba Wallace.
V roce 2008 hrál roli Dana Goodmana v muzikálu Next to Normal, který se hrál mimo Broadway v divadle Second Stage Theatre. Poté si vedle Sutton Foster a Christophera Siebera zahrál titulní roli v muzikálu Shrek the Musical. Muzikál začínal předpremiérami na Broadwayi dne 8. listopadu 2008 a měla premiéru 14. prosince po několika představeních v Seattlu. Za tuto roli vyhrál cenu Outer Critics Circle Award v kategorii nejlepší herec v muzikálu a cenu Drama Desk Award za nejlepší herecký výkon v muzikálu. Za své ztvárnění byl taktéž nominován na cenu Tony v kategorii nejlepší hlavní herec. Po roce uvádění z muzikálu odešel a nahradil ho Ben Crawford.
Objevil se ve hře Time Stands Still, po boku Laury Linneyové, Alicii Silverstone a Erica Bogosiana. Předpremiérvá představení začala 5. ledna 2010 a premiéra proběhla 25. ledna v divadle Samuela J. Friedmana. Hra měla omezený počet představení a skončila 27. března 2010. Za tuto roli vyhrál cenu broadway.com Audience Award v kategorii nejoblíbenější divadelní herec. Roli Dana Goodmana si zopakoval v Next to Normal v divadle Booth Theatre, když 17. května 2010 v roli nahradil Roberta Spencera. Své omezené angažmá skončil dne 18. července 2010 a nahradil ho Jason Danieley.
Dne 19. července 2010 vystupoval před tehdejším prezidentem Barackem Obamou a první dámou Michelle Obamou na události A Broadway Celebration: In Performance at the White House, jejíž záznam i vysílala televize PBS dne 20. října 2010. Opět se objevil v Time Stands Still, když se hra navrátila na Broadway. Derniéra proběhla dne 30. ledna 2011.
Patřil mezi hlavní postavy v muzikálovém seriálu televize NBC s názvem Smash, kde hrál Franka, manžela postavy Debry Messing. NBC oficiálně potvrdila Smash jako seriál dne 11. května 2011 a první díl se vysílal 6. února 2012. Ve druhé sérii již nepatřil k hlavním postavám a objevoval se pouze jako vedlejší postava. V roce 2012 si zahrál v krátkém filmu Torsteina Blixfjorda s názvem Bird In A Box. Spolu s Brooke Shields uváděl 57. ročník předávání cen Drama Desk Awards, které se konalo dne 3. června 2012. Ztvárnil roli Bicka v novém muzikálu Giant, který se uváděl v Public Theater od 26. října do 16. prosince 2012.

## Filmografie

### Film
| Rok  | Název                           | Role                | Poznámky                   |
| ---- | ------------------------------- | ------------------- | -------------------------- |
| 1997 | Sax and Violins                 |                     |                            |
| 1999 | Exiled                          | Brinkley            |                            |
| 2002 | G                               | Lloyd               |                            |
| 2004 | Neurotica                       | Andrew              |                            |
| 2008 | Město duchů                     | Irish Eddie         |                            |
| 2011 | Svobodní se závazky             | manžel v restauraci |                            |
| 2012 | The Fitzgerald Family Christmas | Skippy              |                            |
| 2012 | Bird in a Box                   | Walter              |                            |
| 2013 | Admission                       | Billy Flynn         |                            |
| 2013 | Shrek the Musical               | Shrek               | zfilmovaná divadelní verze |
| 2014 | Čas beznaděje                   | Mark                |                            |
| 2015 | Spotlight                       | Matty Carroll       |                            |
| 2015 | Ségry                           | Jerry               |                            |
| 2017 | Rebel v žitě                    | Giroux              |                            |
| 2017 | Trouble                         | Logan               |                            |
| 2017 | Velká hra                       | Brad                |                            |
| 2017 | Mark Felt: Muž, který zradil    | Robert Kunkel       |                            |
| 2017 | 1922                            | šerif Jones         |                            |
| 2018 | Song of Back and Neck           | Stone               |                            |
| 2018 | Óda na Odessu                   | Tom Sheffield       |                            |
| 2018 | První člověk                    | Joseph Walker       |                            |
| 2019 | X-Men: Dark Phoenix             | americký prezident  | Cameo                      |
| 2019 | Pekelná kuchyně                 | Jimmy Brennan       |                            |
| 2019 | Bombshell                       | Brian Wilson        | neuveden v titulcích       |
| 2020 | Beneath the Blue Suburban Skies |                     |                            |
| 2021 | West Side Story                 | seržant Krupke      |                            |

### Televize
| Rok     | Název                                     | Role                | Poznámky                                       |
| ------- | ----------------------------------------- | ------------------- | ---------------------------------------------- |
| 1997    | The City                                  | Mark/Ned Ashton     | 2 díly                                         |
| 2001    | The Education of Max Bickford             | Barry Sheppard/Gary | 2 díly                                         |
| 2002    | Blázinec pondělní noci                    | Al Michaels         | TV film                                        |
| 2006    | Zachraň mě                                | veterinář           | díl: „Discovery“                               |
| 2011    | Lovci zločinců                            | Wheeler             | díl: „Pilot“                                   |
| 2012    | Prezidentské volby                        | Ted Frank           | TV film                                        |
| 2012    | Ve znamení raka                           | Tim                 | 3 díly                                         |
| 2012–13 | Smash                                     | Frank Houston       | 18 dílů                                        |
| 2013    | It Could Be Worse                         | Happy               | díl: „I Forgive You!“                          |
| 2013    | Dobrá manželka                            | detektiv Nolan      | díl: „Rape: A Modern Perspective“              |
| 2013    | Ironside: Na straně zákona                | Bill Broughton      | díl: „Pilot“                                   |
| 2014    | Submissions Only                          | Read Whatley        | díl: „Petit Sweet Ending with N“               |
| 2014    | Zákon a pořádek: Útvar pro zvláštní oběti | Adam Brubeck        | díl: „Producer's Backend“                      |
| 2014    | Hoke                                      | Henry Hickey        | pilotní díl                                    |
| 2014    | The Funtastix                             | Andrew              | pilotní díl                                    |
| 2015    | Mozart in the Jungle                      | Beethoven           | díl: „Amusia“                                  |
| 2016    | Superior Donuts                           | Arthur              | pilotní díl                                    |
| 2017    | Manhunt: Unabomber                        | Henry Murray        | díl: „Ted“                                     |
| 2017–18 | Proč? 13x proto                           | Andy Baker          | vedlejší role v 1. řadě, hlavní role v 2. řadě |
| 2019    | John Oliver: Co týden dal a vzal          | právník             | díl: „SLAPP Suits“                             |
| 2020    | Devs                                      | Anton               | díl: #1.2                                      |
| 2020    | The Comey Rule                            | Mark Giuliano       | minisérie                                      |
| 2021    | Hawkeye                                   | bude oznámeno       | minisérie                                      |

### Videohry
| Rok  | Název                      | Role               | Poznámky |
| ---- | -------------------------- | ------------------ | -------- |
| 2003 | Medal of Honor: Rising Sun | Davis/vojín Brooks |          |

## Divadlo

### Broadway
- Time Stands Still jako James Dodd (2010–2011)
- Next to Normal jako Dan Goodman (2010)
- Shrek the Musical jako Shrek (2008–2009)
- The Apple Tree jako různé postavy (2006–2007)
- The Lieutenant of Inishmore jako Brendan (2006)
- Dirty Rotten Scoundrels jako Freddy (2006)
- Sweet Smell of Success jako Sidney (2002)
- Titanic jako Frederick Barrett (1997–1999)
- Carousel jako různé postavy (1994–1995)
- Pokrevní bratři jako člen ansámblu (1993–1995)

### Mimo Broadway
- Giant – 2012 Public Theater
- Port Authority – 2008 Atlantic Theater Company
- Next to Normal – 2008 Second Stage Theatre
- Pardon My English – 2004 New York City Center Encores! Concert
- The Good Thief – 2001 Keen Company/Culture Project
- The Wild Party – 2000 Manhattan Theatre Club
- Floyd Collins – 1996 Playwrights Horizons
- White Christmas – 2004–2007 vánoční turné

## Diskografie
- Shrek the Musical [původní broadwayské obsazení]
- White Christmas [původní broadwayské obsazení]
- The Man Who Would Be King
- From Christmas Eve to Christmas Morn
- Michigan Christmas Solo CD Single
- Sweet Smell of Success [původní broadwayské obsazení]
- The Wild Party [původní mimo Broadwayské obsazení]
- Titanic Original [broadwayské obsazení]
- Dream True World Premiere Recording
- Brownstone [studiové obsazení]
- The Maury Yeston Compilation
- Jonathan Franzen's How to Be Alone
- Elegies for Angels, Punks and Raging Queens New York
- The Stephen Schwartz Album [studiové obsazení]
- Myths and Hymns [původní mimo broadwayské obsazení]
- Violet [původní mimo broadwayské obsazení]
- Far From the Madding Crowd [studiové obsazení]
- The Civil War [studiové obsazení]
- The Stephen Sondheim Album [studiové obsazení]
- Floyd Collins [původní obsazení]
- Carousel [revivalové obsazení]